# (5955) Khromchenko
(5955) Khromchenko ist ein Asteroid des Hauptgürtels, der am 2. September 1987 von der russischen Astronomin Ljudmila Iwanowna Tschernych am Krim-Observatorium (IAU-Code 095) in Nautschnyj entdeckt wurde.
Der Asteroid gehört zur Gefion-Familie, einer Gruppe von Asteroiden des mittleren Hauptgürtels, die nach (1272) Gefion benannt wurde. Früher wurde die Gruppe auch als Ceres-Familie bezeichnet (nach (1) Ceres, Vincenzo Zappalà 1995) und Minerva-Familie (nach (93) Minerva, AstDyS-2-Datenbank).
Der Himmelskörper wurde am 24. Januar 2000 nach dem ukrainischen Organisten und Orgelbauer Wladimir Chromtschenko (1949–2022) benannt, der in den 1990er Jahren in Liwadija, einem Vorort von Jalta, mit anderen das Orgelzentrum „Livadia“ gründete und für das Orgelzentrum eine Orgel baute, die mit 65 klingenden Registern (insgesamt 69), vier Manualen und Pedal ausgestattet war und seit der Erweiterung 2014 auf 77 klingende Register (insgesamt 82) als die größte in der Ukraine und eine der größten in den Nachfolgestaaten der Sowjetunion galt.